# Manz AG
Die Manz AG (bis 2010: Manz Automation AG) mit Sitz in Reutlingen ist ein börsennotiertes Maschinenbauunternehmen für Anwendungen in den Bereichen: Automobilindustrie, Elektromobilität, Batteriefertigung, Elektronik, Energie sowie Medizintechnik. Für diese Branchen entwickelt und baut Manz Produktionslösungen, von der kundenspezifischen Einzelmaschine für die Laborfertigung oder die Pilot- und Kleinserienproduktion, über standardisierte Module und Anlagen, bis hin zu schlüsselfertigen Linien für die Massenproduktion.
Im Dezember 2024 hat das Unternehmen die Eröffnung eines Insolvenzverfahrens beim Amtsgericht Stuttgart beantragt.

## Produktprogramm
Das Unternehmen gliedert sich in zwei Bereiche: Mobility & Battery Solutions sowie Industry Solutions. Der Schwerpunkt im Segment Mobility & Battery Solutions liegt auf Produktionslösungen für Lithium-Ionen-Batterien. Der Bereich Industry Solutions bietet Montage- und Produktionslösungen für elektronische Bauteile und Geräte, Leistungs- und Unterhaltungselektronik sowie Komponenten des elektrischen Antriebsstrangs an. Technisch basieren die Produktionsanlagen von Manz auf der langjährigen Erfahrung in den Bereichen Automation, Laserbearbeitung, Inspektionssysteme und Nasschemie.

## Geschichte

Historisches Logo

Manz wurde 1987 von Dieter Manz als Manz Automatisierungstechnik GmbH gegründet.
Nach dem Börsengang im Entry Standard der Frankfurter Wertpapierbörse im Jahr 2006, erfolgte 2008 die Aufnahme der Manz-Aktie in den geregelten Markt (Prime Standard). Da sich Manz über die Jahre vom Automatisierungsspezialisten zum Anbieter integrierter Produktionslinien entwickelt hatte, erfolgte im Juli 2011 die Umfirmierung von der Manz Automation AG in die Manz AG.

### Meilensteine
Im Jahr 1990 wurde das erste Automationssystem für die Verarbeitung kristalliner Solarzellen in Pilot-Produktion entwickelt. Vier Jahre später lieferte das Unternehmen die erste Automationslösung für die Display-Industrie nach Asien. Im Jahr 2000 erfolgte die erste Lieferung eines Automationssystems für vollständig automatisierte Produktionslinien von kristallinen Solarzellen. 2005 trat das Unternehmen mit einer Anlage zur mechanischen Strukturierung von Solarmodulen in den Dünnschichtmarkt ein. 2009 erfolgte der Eintritt in den Markt von Lithium-Ionen-Batterien. 2014 erweitert Manz sein Technologieportfolio im Bereich Batterien durch die Akquisition der Maschinenbausparte von Kemet Electronics Italy (ehemalige Arcotronics) und baut in den folgenden Jahren die Marktposition im Bereich der Elektromobilität weiter aus, durch einen Großauftrag zur automatisierten Montage von Zellkontaktiersystemen im Jahr 2018, eine strategische, europäische Kooperation im Bereich der Produktionstechnologie für Lithium-Ionen-Batterien mit Grob-Werke und Dürr AG sowie der Beteiligung von Daimler Truck an der Manz AG im Rahmen einer strategischen Partnerschaft 2022.

### Akquisitionen und Standorterweiterungen
Im Januar 2008 wurde mit der Akquisition der Christian Majer in Tübingen GmbH & Co. KG (Anlagen zur Verpackungs- und Folienverarbeitung) die Basis für den Eintritt in den Lithium-Ionen-Batterie-Markt geschaffen. Ebenfalls 2008 wurde Manz Slowakei gegründet und Intech Machines (taiwanesischer Marktführer für nasschemische Prozesse in der Display-Herstellung) übernommen.
2012 erfolgte die Gründung der Manz CIGS Technology GmbH in Schwäbisch Hall und die Eröffnung eines neuen Werks in Suzhou (China).
2014 übernahm Manz die Maschinenbausparte von Kemet Electronics Italy (ehemalige Arcotronics) zur Erweiterung der Fertigkeiten im Bereich Batterieherstellung.
Im Januar 2017 werden mit der China Shenhua Energy und der Shanghai Electric ein Forschungs-Joint-Venture und ein so genanntes Equipment-Joint-Venture für Vertrieb und Wartung von CIGS-Dünnschicht-Solarmodulen gegründet. In China soll eine Produktionslinie für Solarmodule mit 306 Megawatt Kapazität pro Jahr und eine Forschungslinie mit 44 Megawatt Kapazität pro Jahr errichtet werden. Im Mai 2022 gab Manz bekannt, sich mit 40 Prozent an der Customcells Tübingen GmbH beteiligt zu haben. Dabei handelt es sich um ein Unternehmen, das unter anderem auf Premium-Hochleistungszellen für Medizintechnik, Luftfahrt oder Automobilbranche spezialisiert ist.
Am 18. Dezember 2024 informiert das Unternehmen über die Eröffnung eines Insolvenzverfahrens. Grund für die Schwierigkeiten sei der drastische Einbruch im Markt für Batteriezellenfertigung. Insolvenzverwalter Martin Mucha teilte Ende Februar 2025 mit, dass ein Kaufvertrag mit Tesla Automation zur Übernahme von etwa 300 der 400 Mitarbeiter und der entsprechenden Anlagen geschlossen wurde. Die übrigen Mitarbeiter wechseln in eine Transfergesellschaft.

## Aktionärsstruktur
- Familie Manz - 16,9 %
- Eng Kee Tan - 18,0 %
- Shanghai Electric Germany Holding GmbH - 14,9 %
- Daimler Truck - 7,5 %
- Streubesitz - 42,7 %

Stand: Januar 2025